# Bataille de Congella
Conflit entre la République de Natalia et le Royaume-Uni (1842-1843)
La bataille de Congella ou Kongela est livrée dans la nuit du 23 au 24 mai 1842 au KwaZulu-Natal en Afrique du Sud, pendant le conflit qui oppose le Royaume-Uni à la République boer de Natalia en 1842-43.

## Déroulement
À l'issue de la bataille de la Blood River en 1839, les Boers s'installent au Natal et fondent la république de Natalia. Le 4 mai 1842, 237 militaires britanniques en provenance de la région du Cap, appartenant au 27e régiment d'infanterie et à la Royal Artillery, commandés par le capitaine Thomas Charlton Smith s'installent à Port-Natal (aujourd'hui Durban) sur la côte. Contestant cette implantation dans ce qu'ils considèrent être leur territoire, les Boers s'arment et menacent d'expulser les envahisseurs par la force.
Dans la nuit du 23 au 24 mai 1842, le capitaine Smith prend la tête d'une colonne de 138 hommes appuyés par deux ou trois canons et attaque Congella où les Boers ont commencé à se rassembler. L'assaut britannique est un sanglant échec et les assaillants sévèrement battus sont contraints de se replier sur Port-Natal.

## Conséquences
Les Boers assiègent le port mais la garnison résiste et le 25 juin, elle est secourue par des renforts puissants amenés par la frégate Southampton et commandés par le colonel Josias Cloete. Admettant la vanité de la poursuite du conflit, les Boers acceptent de se soumettre à la souveraineté britannique et la république de Natalia dissoute devient la colonie britannique du Natal le 4 mai 1843.
La bataille de Congella est la première véritable bataille lors de laquelle s'opposent des Boers et des Britanniques.